# آن هاريس
آن هاريس (بالإنجليزية: Anne Harris)‏‏ (2 مايو 1964 في ديترويت - 17 نوفمبر 2022) روائية، وكاتبة خيال علمي، وكاتِبة من الولايات المتحدة.